# Gnidia calocephala
Gnidia calocephala är en tibastväxtart som först beskrevs av Carl Anton von Meyer, och fick sitt nu gällande namn av Ernest Friedrich Gilg. Gnidia calocephala ingår i släktet Gnidia och familjen tibastväxter. Inga underarter finns listade i Catalogue of Life.

## Bildgalleri

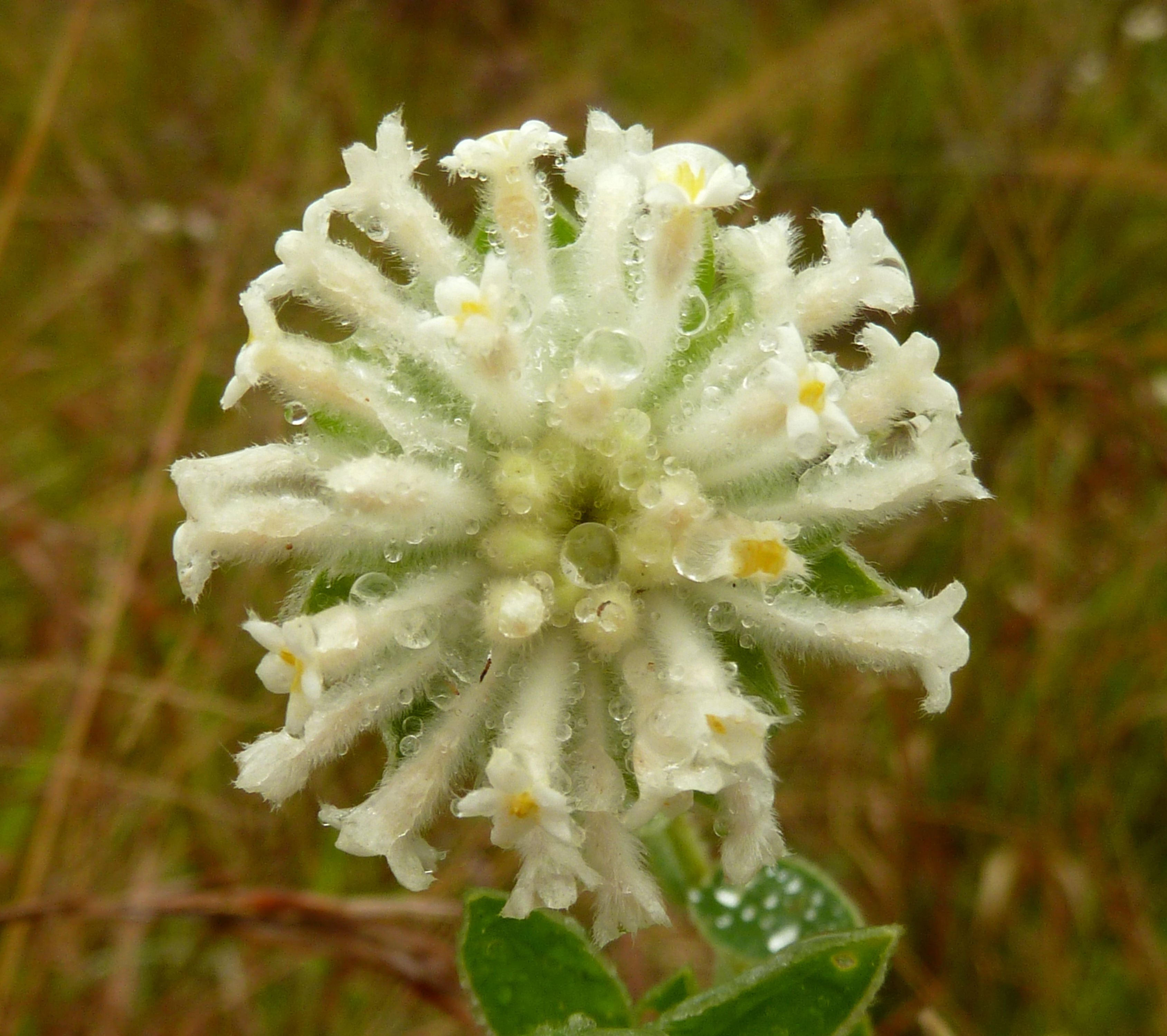
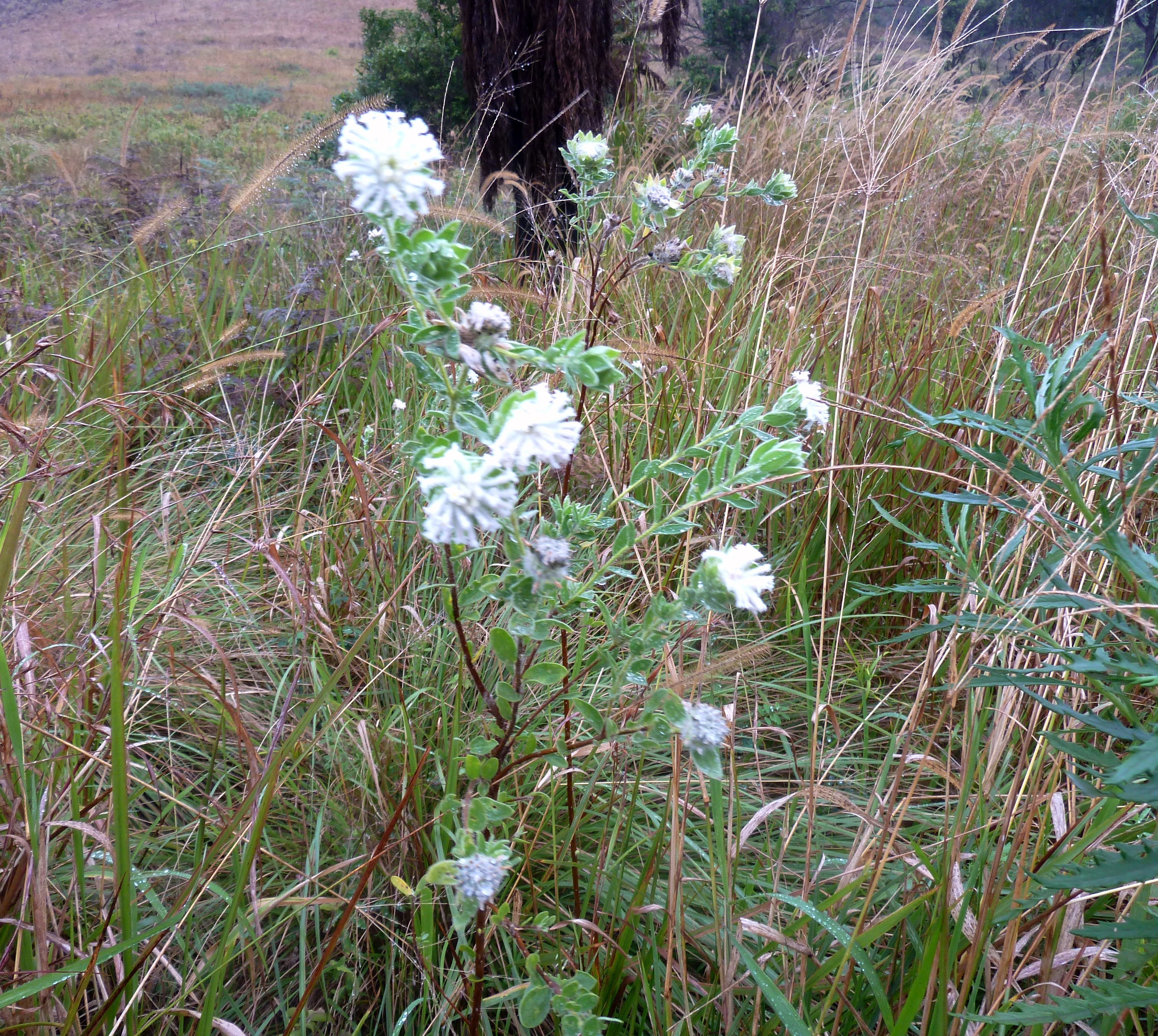